# Sandra G
Sandra G   (Barcelona, 16 de novembre de 1978) és una actriu pornogràfica, stripper i ballarina eròtica barcelonina.
Es va donar a conèixer al programa Crónicas marcianas el 2005 que s'emetia en Telecinco, actuant en els últims anys d'aquest late-night show (2005). Ha treballat en diverses pel·lícules pornogràfiques, sessions de fotos i espectacles eròtics com l'Expoerotikus 2009, el Festival Internacional de Cinema Eròtic de Barcelona o el Festival Erótico de Madrid. El 2007 va guanyar el Premi Ninfa a la millor starlette espanyola.
Va aconseguir una certa fama en anunciar en el seu web que anava a reconstruir-se l'himen i subhastar la seva "segona virginitat" al millor postor.
S'anuncia la seva participació en una de les etapes de l'Erotic Peruvian Tour 2012 al costat de la pornstar russa Sofia Prada del 25 d'octubre al 5 de novembre. El 2013, després del seu embaràs i operar-se el pit, va posar a Primera Linea.

## Filmografia[calcitació]
- Khatar (2001) de Conrad Son
- Faust: The Power of Sex (2002) de José María Ponce
- Yo, puta (2004) de María Lidón
- Five Hot Stories for Her (2007) d'Erika Lust
- Mi padre (2007) amb Roberto Chivas i Roberto Malone
- Mundo perro (2008) de Roberto Valtueña